# Systolederus injucundus
Systolederus injucundus är en insektsart som beskrevs av Günther, K. 1937. Systolederus injucundus ingår i släktet Systolederus och familjen torngräshoppor. Inga underarter finns listade i Catalogue of Life.